# Горский, Владимир Григорьевич
Влади́мир Григо́рьевич Го́рский (6 октября 1925 — 15 января 2016) — доктор технических наук, профессор, заслуженный деятель науки РФ(2000), советский и российский специалист в области математических методов исследования, известный учёный в области планирования эксперимента и других статистических методов, химической безопасности, теории и методологии анализа аварийного риска.

## Биография
Владимир Григорьевич Горский родился 6 октября 1925. В 1941 году семья была эвакуирована в Ташкент, где экстерном в 1942 году с отличием окончил среднюю школу. В том же году он поступил в Ташкентский институт инженеров железнодорожного транспорта. В 1943—1944 году В. Г. Горский — курсант Краснознамённого Харьковского военного училища химической защиты Красной армии (КХВУХЗКА). В 1944 был направлен на фронт и воевал на 4-м Украинском фронте. Участие в боевых операциях по освобождению Венгрии и Чехословакии.
После войны В. Г. Горский в 1953 г. окончил Военную академию химической защиты с золотой медалью и был направлен на работу в Государственный НИИ органической химии и технологии. В институте прошёл путь от младшего научного сотрудника до начальника отдельной лаборатории. Защитил кандидатскую диссертацию в 1963 г., докторскую — в 1975 г. Учёное звание профессора присвоено в 1979 г.

## Научные работы
Профессор В. Г. Горский является видным учёным в области математической теории эксперимента. Им внесён значительный вклад в разработку математических основ планирования эксперимента. Развита методология планирования эксперимента в промышленных условиях. Разработаны новые подходы к математическому описанию кинетики сложных химических реакций, а также новые методы обработки и планирования кинетических экспериментов.
Профессор В. Г. Горский внёс существенный вклад в изучение кинетики методами планирования эксперимента оформления большого числа процессов, внедрённых в промышленность (производства трибутилфосфата, хлорофоса, хлорциана, симазина, ацетонанила, фенолформальдегидных смол и др.).
В 1990-х годах профессор В. Г. Горский активно включается в разработку научных основ обеспечения химической безопасности в России. Под его руководством интенсивно ведутся работы по созданию методического и программного обеспечения проблемы анализа риска для здоровья людей и сохранности окружающей природной среды от действующих химико-технологических производств. За этот период времени им выполнено большое количество исследований и опубликовано в открытой печати несколько десятков научных работ.
Профессор В. Г. Горский внёс большой вклад в разработку теории и методологии анализа аварийного риска, связанного с промышленными предприятиями химического профиля в России, в создание основ экологического страхования в Российской Федерации. Под его руководством ведутся глубокие теоретические исследования по математическому моделированию кинетики и механизма сложных химических процессов, по применению вычислительной техники и методов математического моделирования в технологических, физико-химических, медико-биологических и других исследованиях. Необходимо отметить работы по вопросам экологической безопасности, по теории и практике экспертных оценок.
Профессор В. Г. Горский является создателем и руководителем отечественной научной школы по статистическим методам планирования и обработки экспериментов в области химии. Разработанные им теоретические и методологические положения прошли широкую апробацию на международных, всесоюзных, всероссийских конференциях, совещаниях и семинарах и снискали признание научной общественности в России и за рубежом. Под его руководством десятки учеников выполнили и защитили кандидатские и докторские диссертации. Он является автором более семисот научных трудов. Из них более трёхсот опубликовано в открытой печати. Имеет 9 авторских свидетельств. Среди научных трудов — семь книг и одна брошюра.

## Преподавание
Много сил В. Г. Горский отдаёт преподаванию. В течение ряда лет он преподавал в Военной академии химической защиты им. Тимошенко на кафедре академика И. Л. Кнунянца. Профессор В. Г. Горский читал лекции в Московском государственном университете им. М. В. Ломоносова, Московском институте тонкой химической технологии, в Московском институте повышения квалификации Минхимпрома СССР, в ГосНИИОХТ и его филиалах, выступал с публичными лекциями в домах научно-технической пропаганды.

## Организация науки
Профессор В. Г. Горский ведёт большую научно-организационную работу. Он являлся членом редколлегии журнала «Заводская лаборатория. Диагностика материалов» и возглавлял в ней секцию «Математические методы исследования». Активно работал в Научном совете по комплексной проблеме «Кибернетика» при Президиуме АН СССР. Огромная работа проведена в многочисленных диссертационных советах, в Экспертном Совете ВАК России, в учёном совете ГосНИИОХТ.

## Награды
Владимир Григорьевич Горский награждён орденом Отечественной войны II степени и 13 медалями, в том числе медалями «За победу над Германией», «За боевые заслуги», «За доблестный труд», «Ветеран труда». В 1973 г. награждён знаком «Отличник химической промышленности СССР», в 1983 г — юбилейной медалью ВАК, а в 1995 г — почётной грамотой ВАК, в 1984 г. присвоено звание «Почётный химик СССР».